# Sint-Gertrudiskerk (Wetteren)

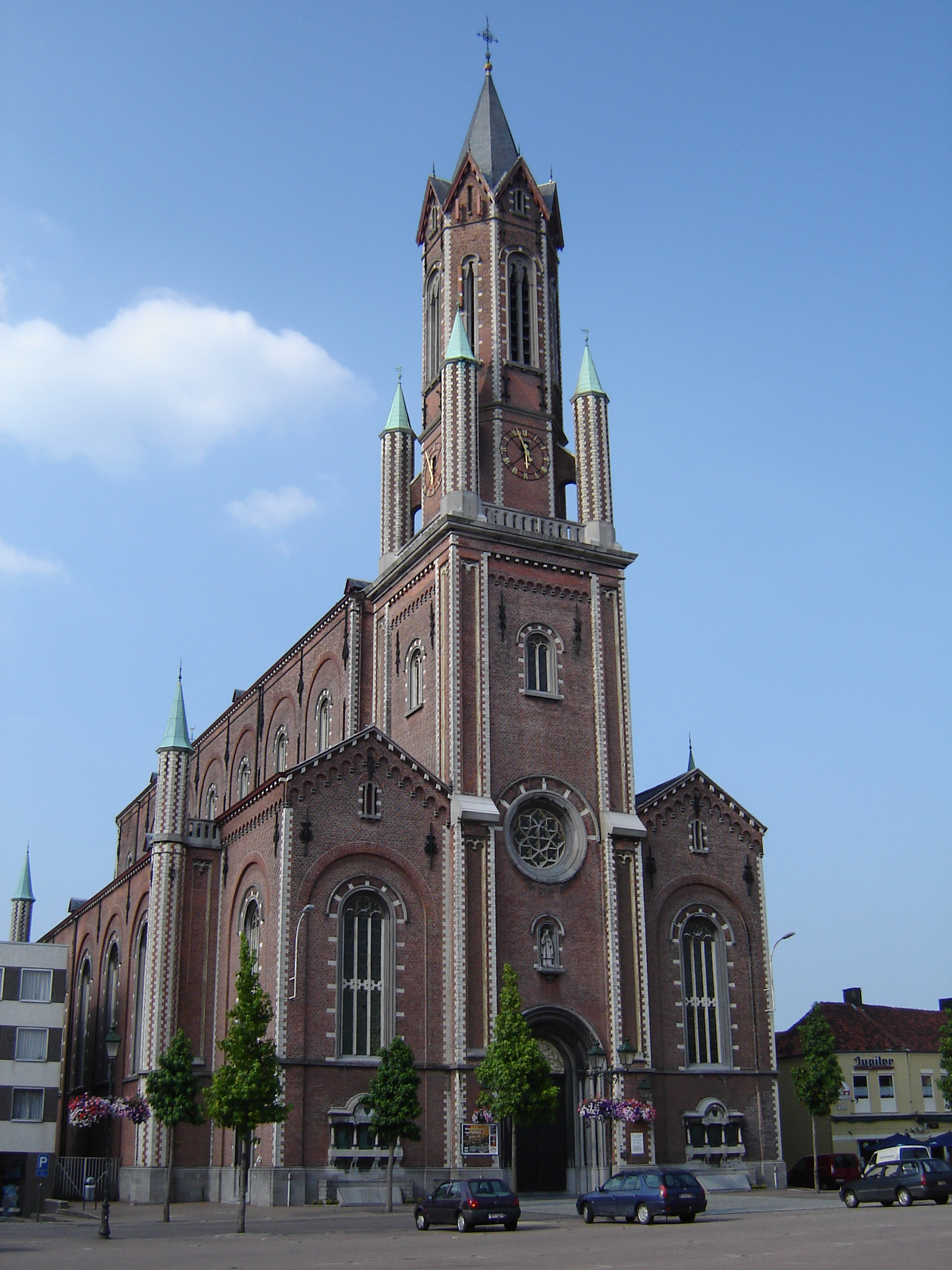
De Sint-Gertrudiskerk

De Sint-Gertrudiskerk is een katholiek kerkgebouw in de Belgische gemeente Wetteren. De kerk is toegewijd aan Gertrudis van Nijvel.

## Geschiedenis
In de 19e eeuw werd de toenmalige middeleeuwse kerk te klein en onder impuls van burgemeester Charles Hippolyte Vilain XIIII (Katholieke Partij) werd omstreeks 1850 besloten op dezelfde plaats een grotere kerk te bouwen, onder leiding van architect Louis Minard. Hij koos hiervoor de rondbogenstijl, een combinatie van romaanse, gotische en Byzantijnse elementen. De bouw werd aangevangen in 1861 en de kerk werd in 1866 plechtig ingewijd door de Gentse bisschop Hendrik Frans Bracq.

## Architectuur
De kerk is opvallend door haar hoge middenschip. In de Sint-Gertrudiskerk waren in het hoge priesterkoor twee loggia's, waarin de adel plaats kon nemen om de diensten te volgen. Nu zijn ze afgesloten door glasramen. De zijkapellen waren indertijd beschilderd met onder andere wapenschilden van adellijke families. Door het herschilderen in gebroken wit werd veel van de historiek en heraldiek weggewerkt uit de kerk. De toren is 65 meter hoog.
Een wit marmeren doopvont staat in de middengang. Witte natuursteen contrasteert met de rode baksteen van de gevels.
In de kerk is ook een collectie van 138 habijtpoppen te zien.

## Trivia
In 1934 werd het rechterpaneel van Het Lam Gods, de Rechtvaardige Rechters, gestolen, en hoewel de zaak nooit volledig werd opgelost, werd koster Arsène Goedertier lange tijd verdacht van de diefstal. Zijn betrokkenheid werd nooit bewezen. In 2003 werd er in Wetteren een vergeefse zoektocht gehouden naar het vermiste paneel. De hoop was dat het paneel ergens in de regio verborgen zou liggen, mogelijk zelfs in de omgeving van de Sint-Gertrudiskerk, waar Goedertier het laatst verbleef.

## Foto's

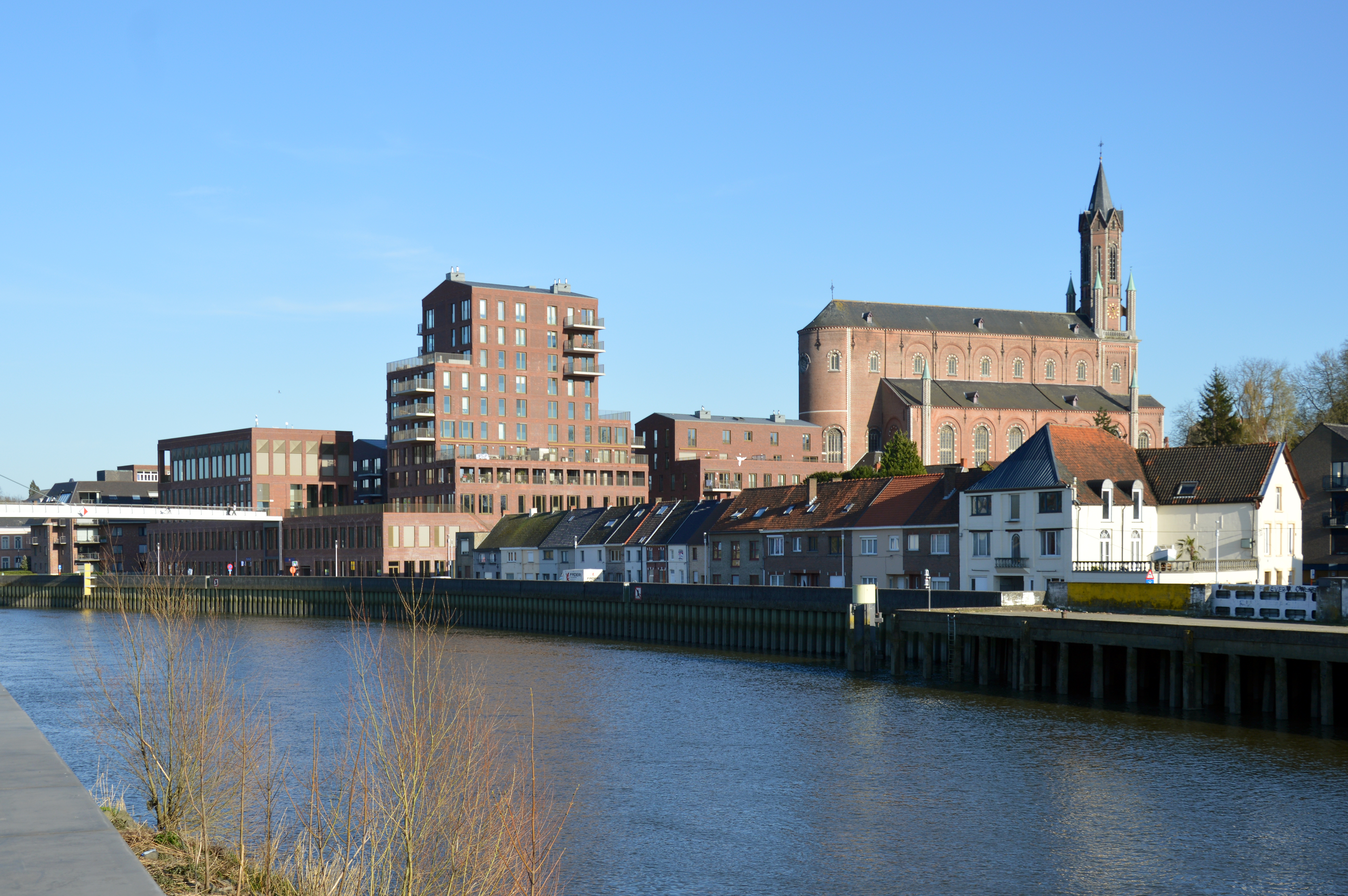
Zicht op de kerk en de Rode Heuvel vanaf de overkant van de Schelde
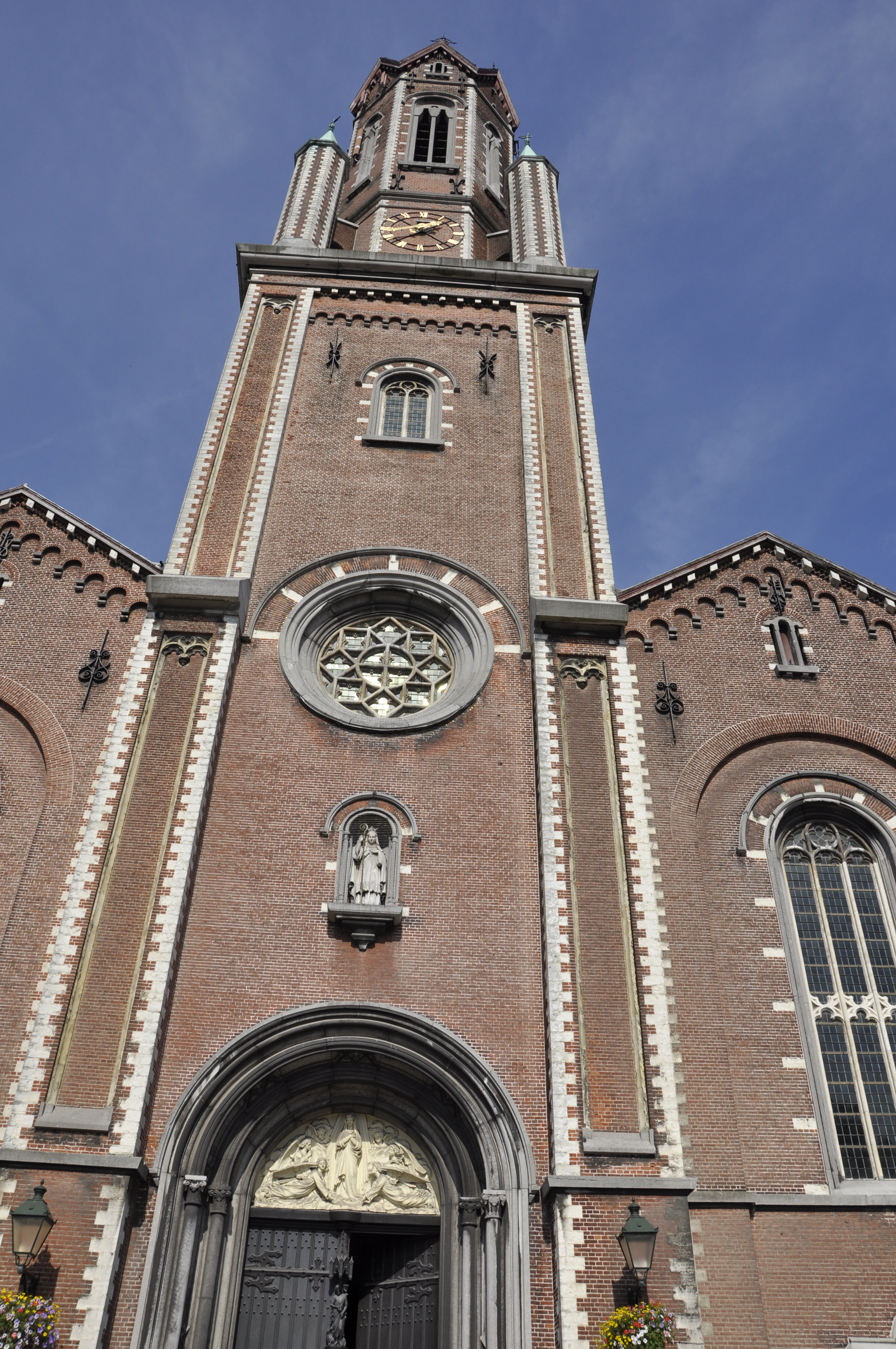
De toren
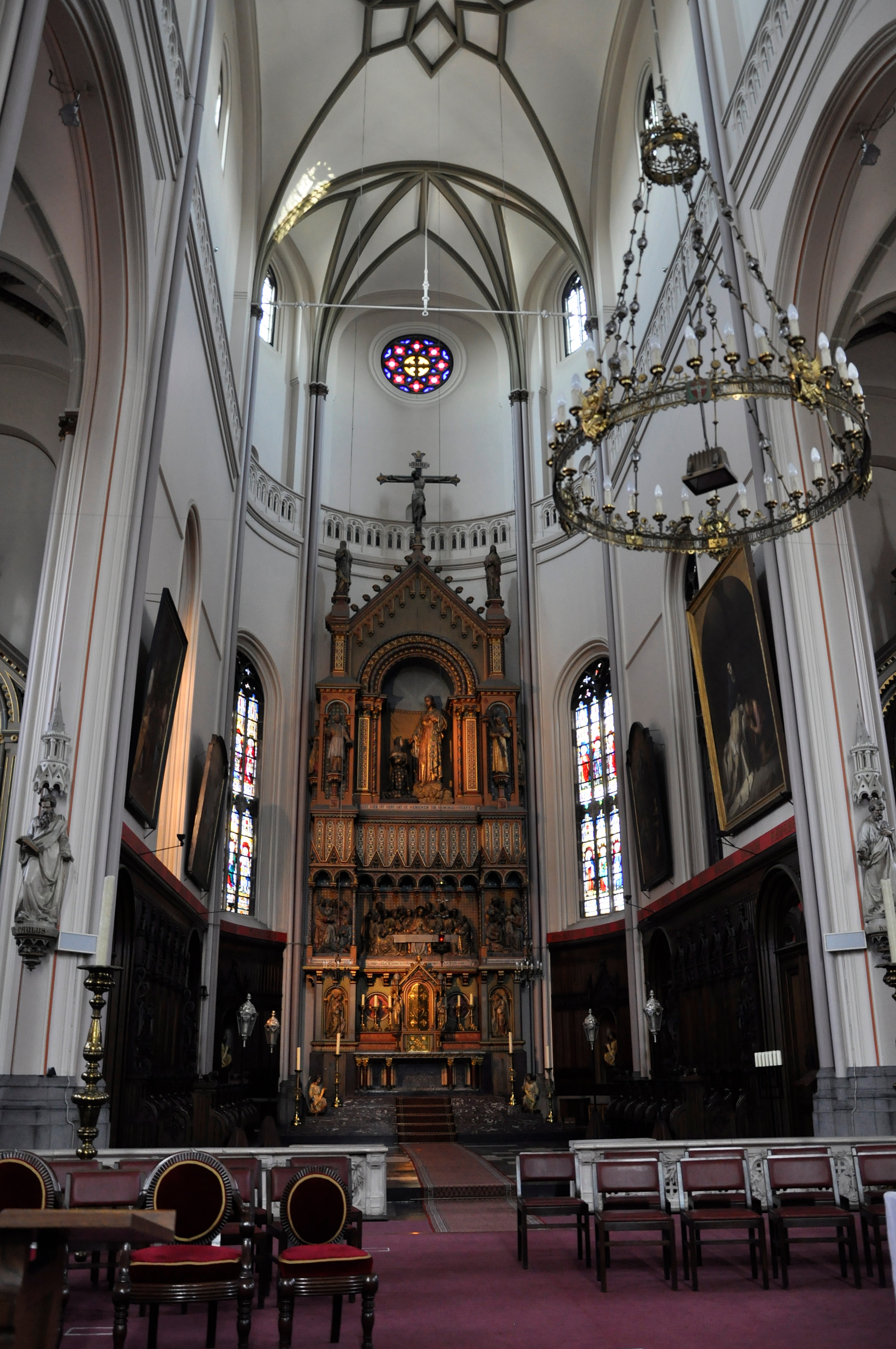
Het koor
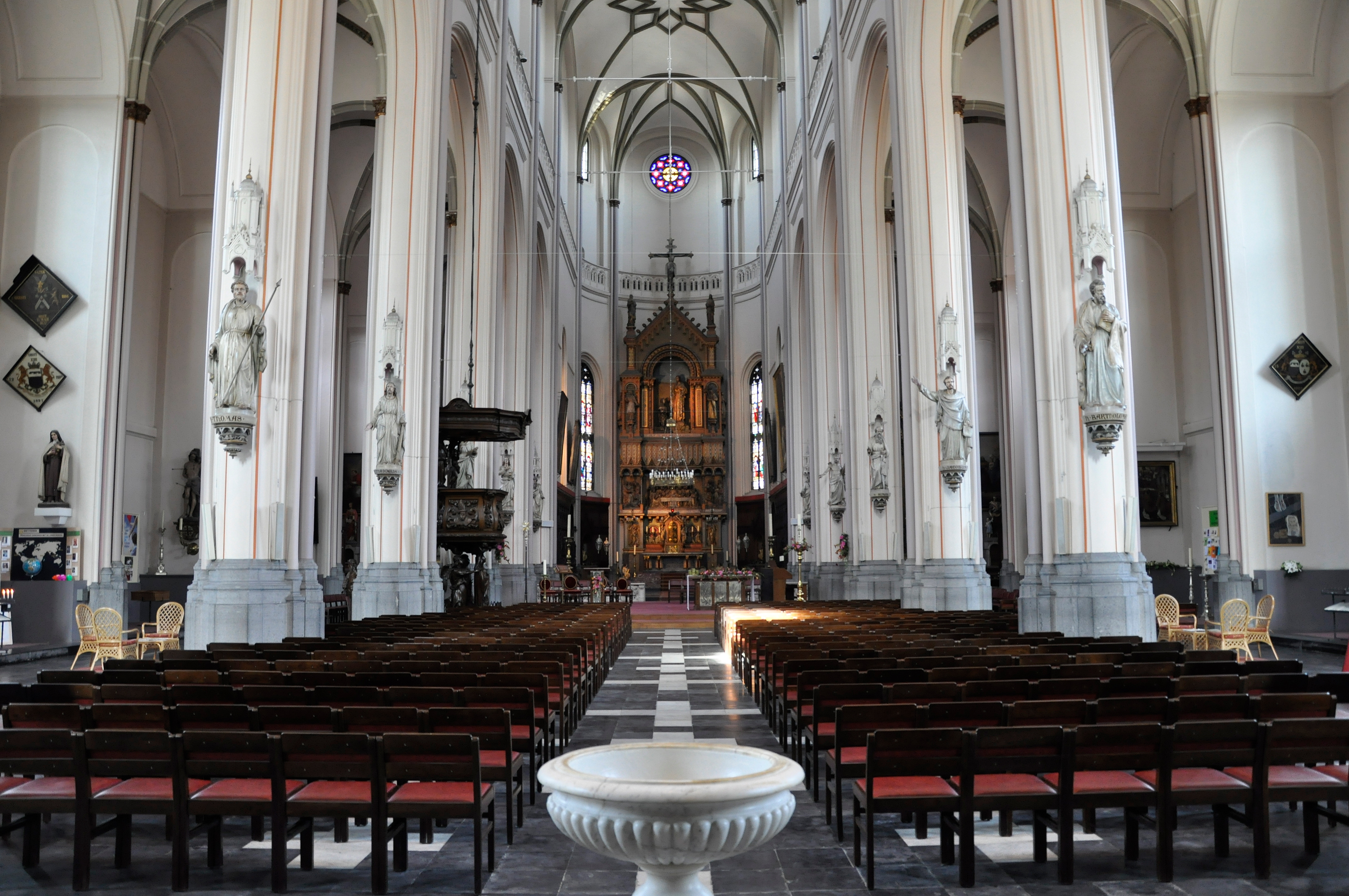
Het schip
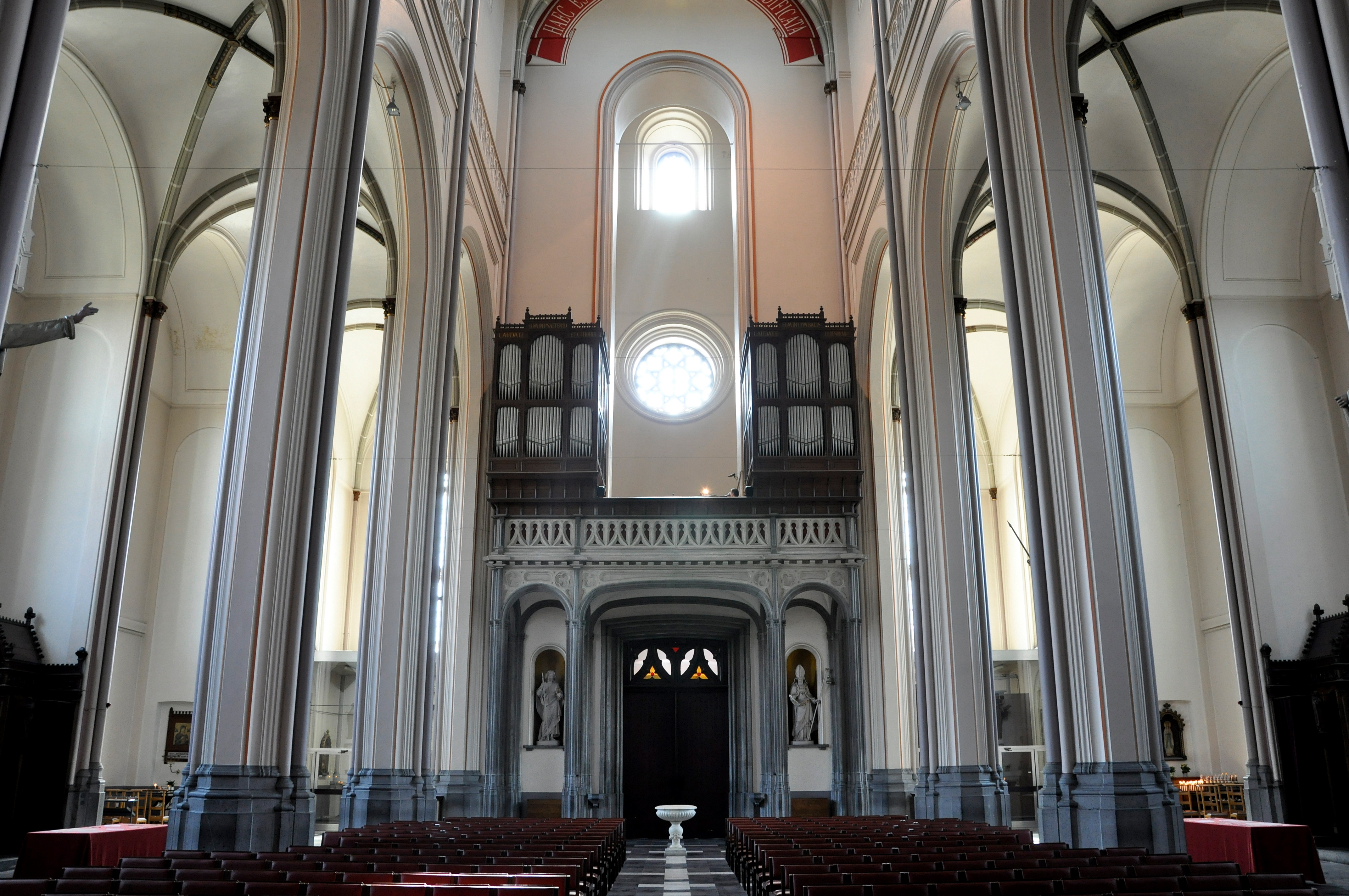
Het orgel